# Старуха (озеро, Петриковський район)
Старуха (біл. Старуха) — озеро в Петриковському районі Гомельської області Білорусі на лівобережній заплаві річки Прип'ять, за 25 км на захід від міста Петриков, за 3 км на північний захід від агромістечка Лясковичі.
Площа поверхні 0,4 км². Довжина 3,05 км, найбільша ширина 0,14 км. Довжина берегової лінії 6,68 км. Котловина озера старичного типу. Берегова лінія слабозвивиста. Береги висотою до 0,8 м, частково під чагарниками. Сполучений струмком з Прип'яттю.